# Chakra (film)
Chakra è un film del 1981 diretto da Rabindra Dharmaraj.

## Riconoscimenti
- 1981 - Festival del cinema di Locarno
  - Pardo d'Oro